# اقبار
اقبار (به فرانسوی: Aghbar) یک منطقهٔ مسکونی در مراکش است که در مراکش تانسیفت الحوز واقع شده‌است.

## جستار های وابسته
تقسیمات کشوری مراکش
مراکش
تقسیمات کشوری

## خصوصیات
اقبار ۴٬۶۰۸ نفر جمعیت دارد.